# Segnosaurus
Segnosaurus (Segnosaurus galbinensis, do latim "lagarto vagaroso") foi uma espécie de dinossauro carnívoro, mas com fortíssima suspeita de que fosse herbívoro, e bípede que viveu durante o período Cretáceo. Media cerca de 6 metros de comprimento, 3 metros de altura e seu peso é até então desconhecido.
O segnossauro viveu na Ásia e foi descoberto na Mongólia. Foi um tipo raro de dinossauro, era terópode, mas ao que tudo indica não se alimentava de carne, possuía um bico apto a morder e picar folhas e o ilíaco voltado para trás abrindo espaço para um grande intestino, necessário para digerir grandes quantidades de vegetais. Por outro lado também é possível que o segnossauro se alimentasse de peixes ou insetos, como por exemplo os cupins.